# Christen Dalsgaard

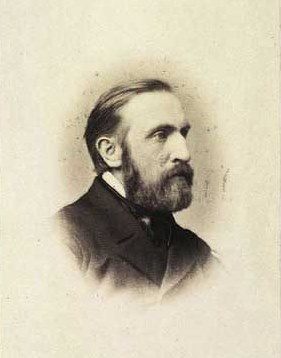
Christen Dalsgaard

Christen Dalsgaard (* 30. Oktober 1824 in Skive; † 11. Februar 1907 in Sorø) war ein dänischer Landschafts- und Interieurmaler.

## Leben
Christen Dalsgaard war der Sohn von Jens Dalsgaard (1788–1870), Gutsbesitzer von Krabbesholm in der Nähe von Skive in Jütland, und Christiane Rasmussen (1788–1855). Er zeigte schon früh künstlerische Begabung. Im Frühjahr 1841 überzeugte der Landschaftsmaler Niels Rademacher seine Eltern vom Talent ihres Sohnes. Er begann im Oktober 1841 sein Kunststudium an der Königlich Dänischen Kunstakademie. Er war Meisterschüler der Akademie bei den Professoren Christoffer Wilhelm Eckersberg, Johann Ludwig Lund und Martinus Rørbye. 
Während der Sommer- und Ferienzeit beschäftigte er sich damit, Skizzenbücher mit Studien der lokalen Landschaft, Trachten und Lebensweise zu füllen. Diese bildeten eine lebenslange Grundlage für seine künstlerische Tätigkeit. Außerdem begann Dalsgaard, lokale Volkstrachten zu sammeln.
1844 geriet Dalsgaard unter den Einfluss des Kunsthistorikers Niels Lauritz Høyen (1798–1870), der einen berühmten Vortrag mit dem Titel Über die Bedingungen für die Entwicklung einer skandinavischen Nationalkunst  hielt. Høyen forderte die Künstler auf, im Volksleben ihres Landes nach Themen zu suchen, anstatt in andere Länder wie Italien zu reisen. Dalsgaard war ein treuer Anhänger von Høyens künstlerischen Idealen und verzichtete auf die übliche Reise nach Italien. Sein Ausstellungsdebüt in Charlottenborg hatte Dalsgaard 1847 und stellte dort bis auf wenige Ausnahmen jedes Jahr aus.
Am 21. August 1857 heiratete er Hansine Marie Hansen. Die Jungvermählten kauften ein Haus in Frederiksberg. Zu ihrem Bekanntenkreis gehörten Constantin Hansen, Niels Lauritz Høyen, Wilhelm Marstrand, P. C. Skovgaard, Vilhelm Kyhn, Godtfred Rump, Frederik Vermehren und Julius Exner.
Dalsgaard starb am 11. Februar 1907 in Sorø. 1914 übergab die Witwe des Künstlers einen Teil seiner Trachtensammlung an das Nationalmuseum. Sie starb am 3. November desselben Jahres in Sorø. Das Nationalmuseum erwarb den Rest der Sammlung 1921.

## Werk
Zu Beginn seiner Karriere malte Dalsgaard Altarbilder, das erste 1855 in seiner Heimatstadt Skive. Seinen großen Durchbruch hatte er 1856 mit dem Gemälde Mormoner på besøg hos en tømrer på landet (Mormonen besuchen einen Landzimmermann). Das Bild wurde 1871 der Dänischen Nationalgalerie geschenkt. 1879 malte er sein berühmtes Gemälde Ich frage mich, wann er nach Hause kommt. Dieses Gemälde ist typisch für seinen realistischen Stil. 1890 vollendete er das erste von 21 kleinen Bibelbildern, ein Projekt, an dem er die nächsten zehn Jahre weiterarbeitete.
Christen Dalsgaard malte, wie seine Zeitgenossen Julius Exner und Frederik Vermehren, hauptsächlich Genrebilder, nationalromantische Volksszenen, die in den Graslandschaften Jütlands verwurzelt sind. Er achtete sehr auf Details – Volkstrachten, Sitten und Gebräuche der Menschen, Architektur und Landschaft. Er war ein Geschichtenerzähler. In seinen Schilderungen der bäuerlichen Gesellschaft und der Fischer zeigte er nicht nur die idyllischeren Seiten des Alltags, sondern wählte oft ernstere Themen und konzentrierte sich auf Themen wie Krankheit, Religiosität und Tod. Seine künstlerischen Arbeiten sowie die seiner Zeitgenossen ebneten Ende des 19. Jahrhunderts den Weg für den Realismus in der dänischen Malerei.
Dalsgaard erhielt sowohl 1859 als auch 1861 den Neuhausen-Preis der Akademie. 1862 begann er, Zeichnen an der Sorø-Akademi zu unterrichten. 1872 wurde er Mitglied der Kunstakademie. Er stellte 1878 auf der Weltausstellung in Paris aus. 1892 ernannte man ihn zum Professor an der Kunstakademie.
Eine Sammlung seiner Arbeiten befindet sich im Skive Art Museum. Weitere Gemälde sind im Besitz des Dänischen Nationalmuseums in Kopenhagen.

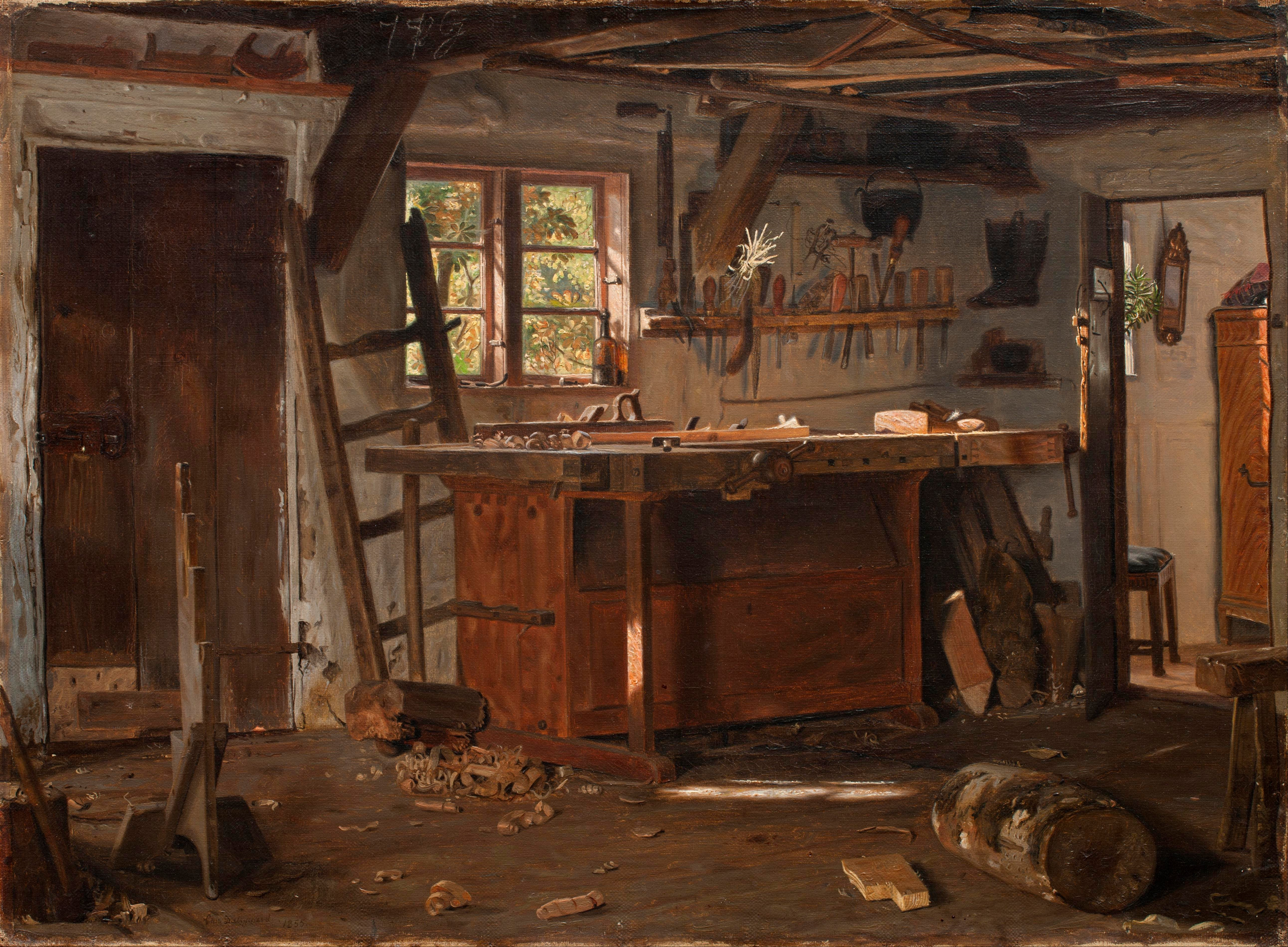
Eine Schreinerei, 1855
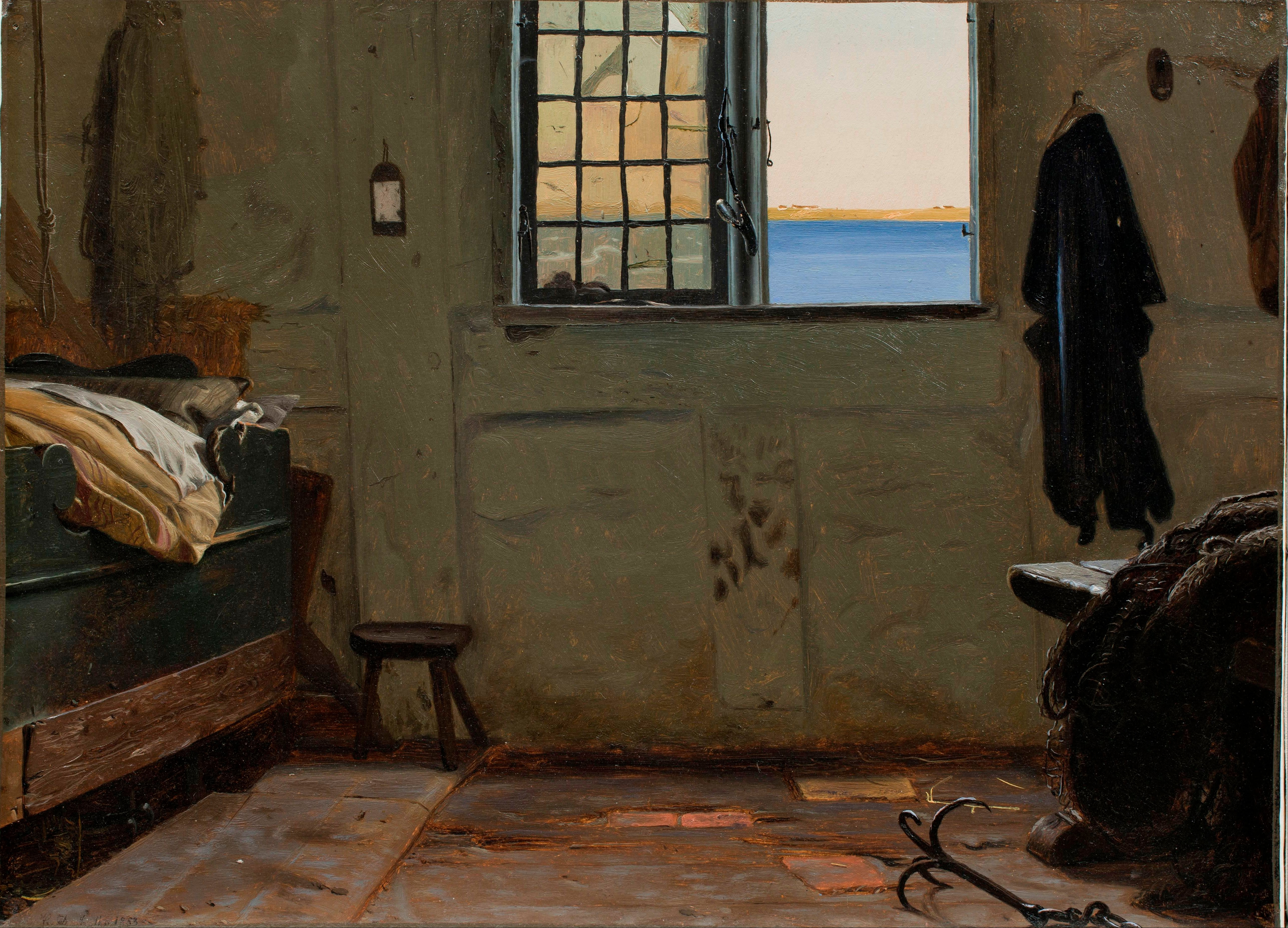
Schlafzimmer eines Fischers, 1853
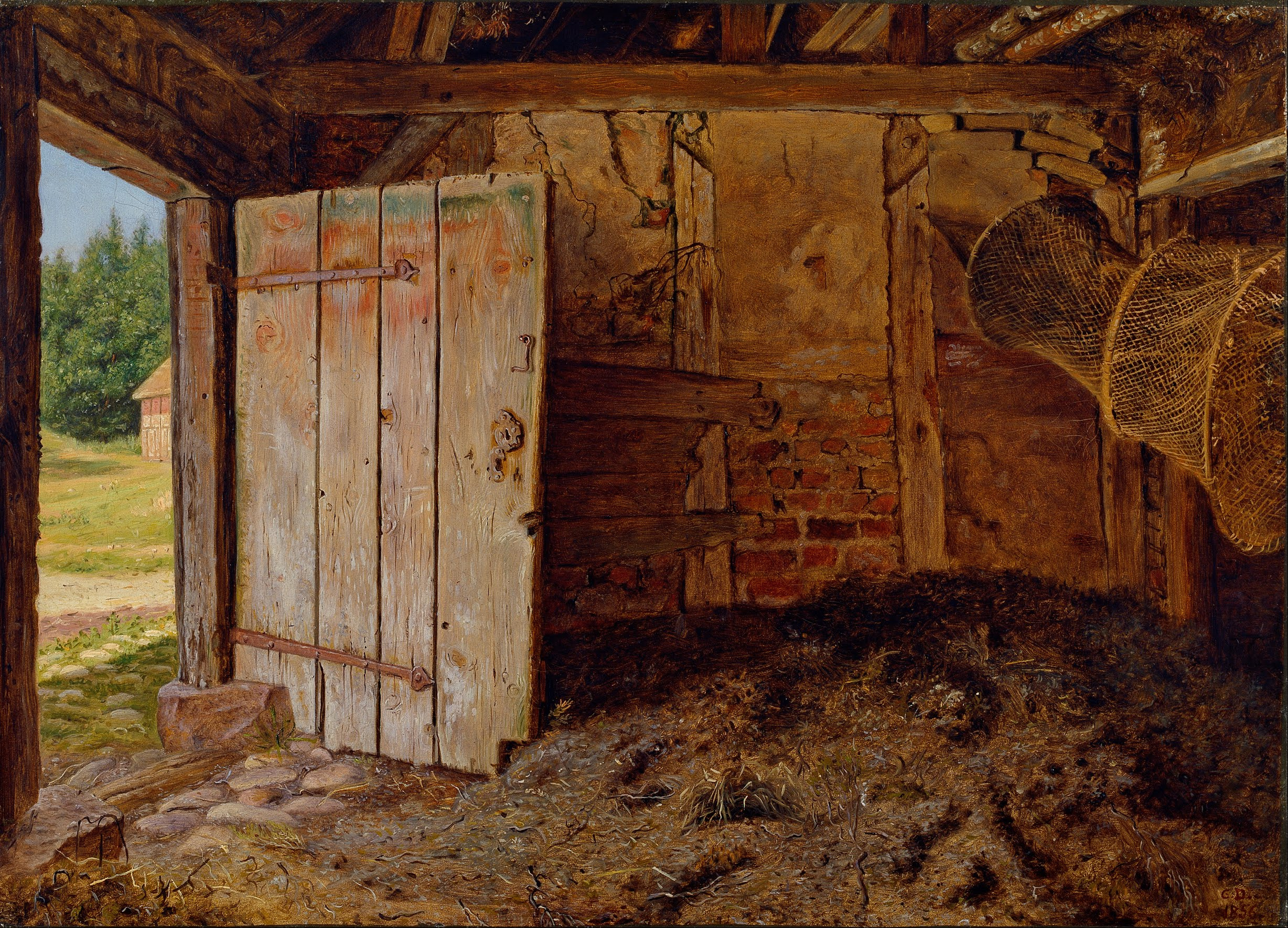
Nebengelass interior, 1856
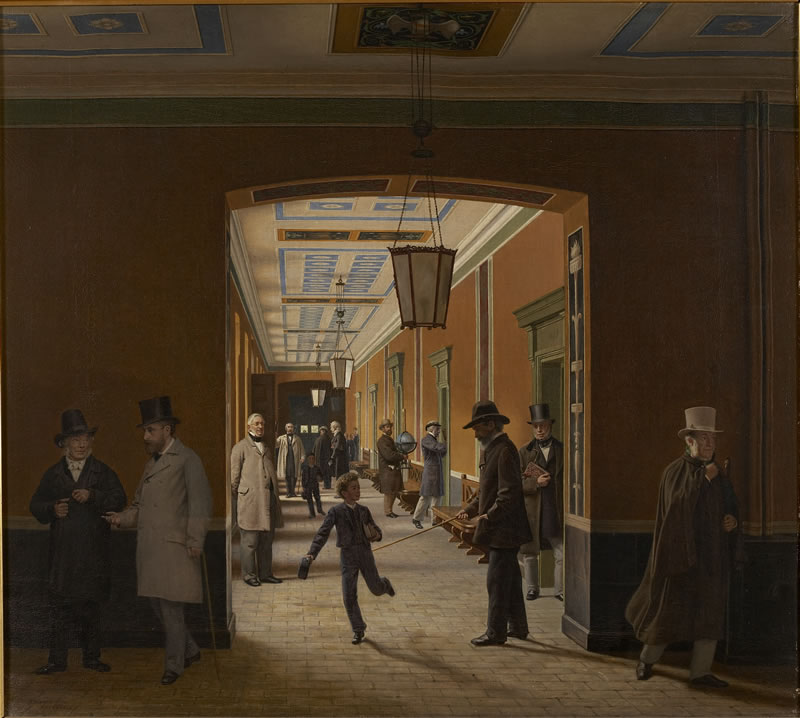
Ein Korridor in der Sorø Akademi, 1871
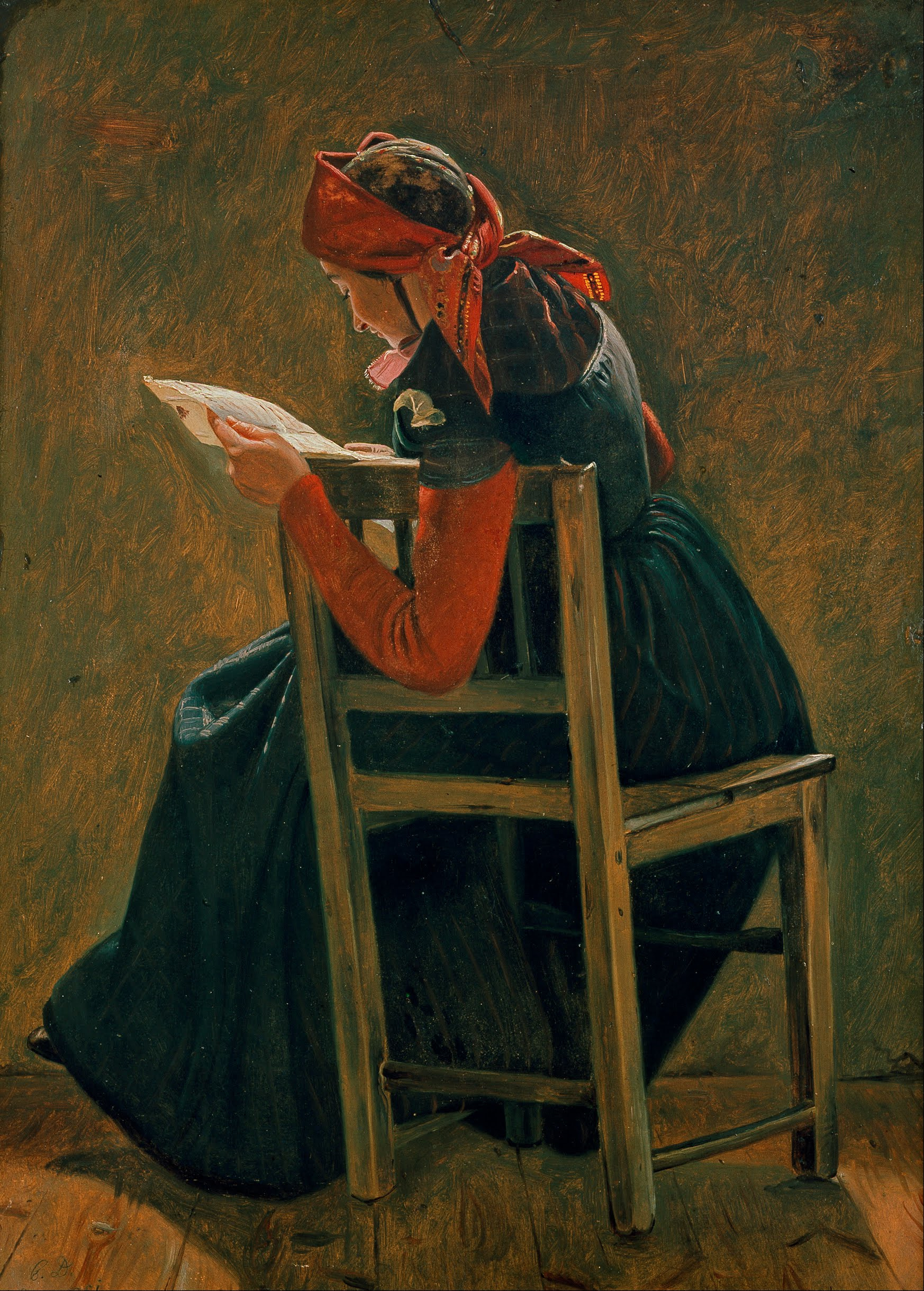
Ein junges Mädchen aus Salling beim Lesen
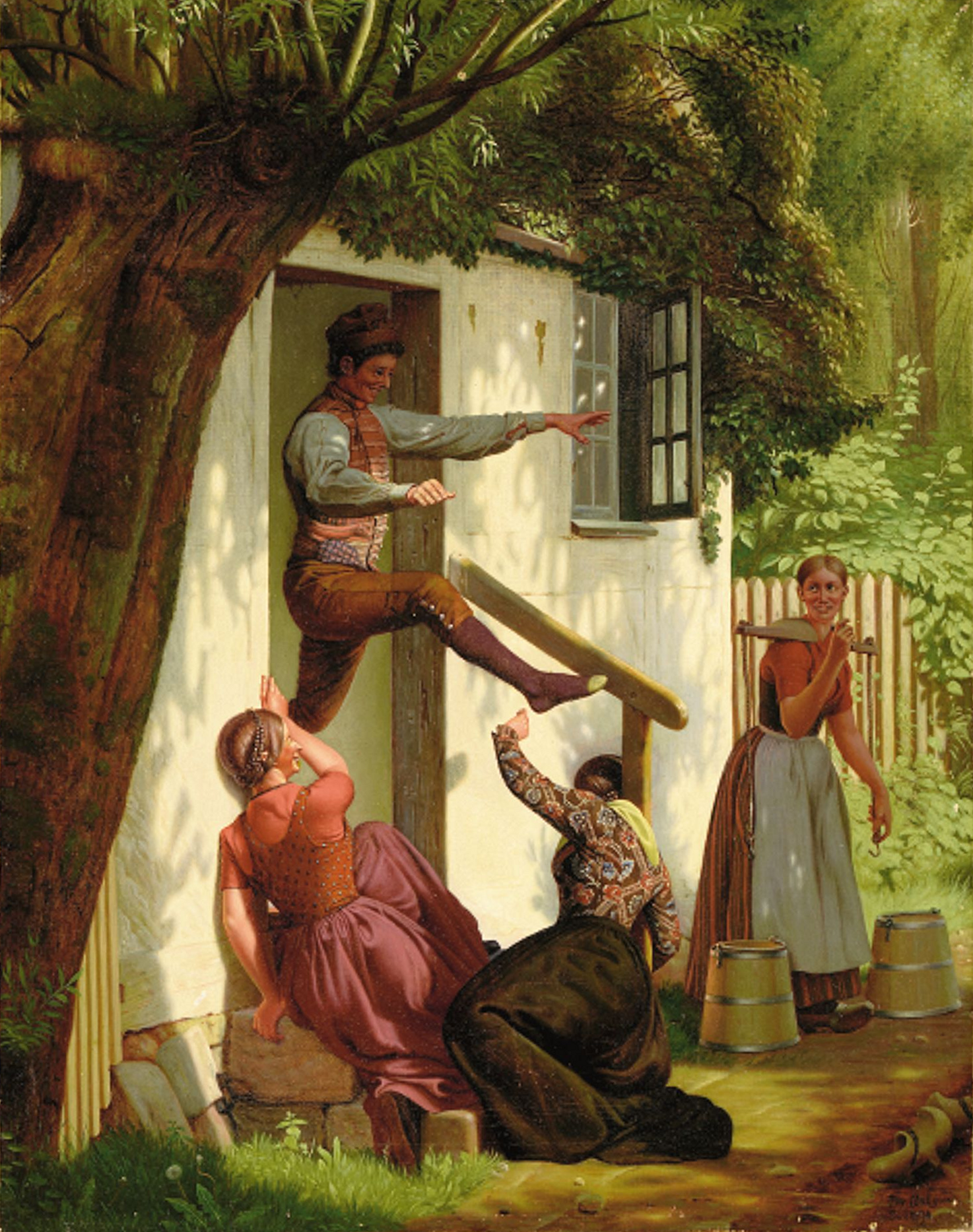
Per geht für Milch, 1842 bis 1899